# Posti in piedi in paradiso
Posti in piedi in paradiso è un film del 2012 diretto e interpretato da Carlo Verdone.
Il film ha ottenuto tre candidature ai David di Donatello 2012.

## Trama
Ulisse, Fulvio e Domenico sono tre stimati professionisti che, in seguito a sventurati eventi che pregiudicano drasticamente la loro vita professionale e personale, si ritrovano ad arrivare con difficoltà alla fine del mese. Ulisse vive nel retrobottega del suo piccolo negozio di vintage musicale da quando la sua attività di produttore musicale è fallita e la sua giovane moglie Claire, ex cantante, si è trasferita a Parigi portando con sé la figlia Agnese.
Fulvio, ex critico cinematografico, è anche lui divorziato, dopo che la moglie Lorenza, afflitta da depressione post-partum, aveva scoperto la sua relazione sentimentale con la moglie del capo: perso il lavoro, comincia a lavorare per una rivista di cronaca rosa e trova domicilio presso un convitto di suore. Infine, Domenico, donnaiolo impenitente e giocatore compulsivo, agente immobiliare, risiede temporaneamente sulla barca di un amico mentre cerca di raccattare soldi come può per mantenere un numero imprecisato di famiglie.
I tre, dopo essersi incontrati per caso, decidono di avviare una convivenza e poter condividere così le spese di un appartamento. Quando, per uso smodato di Viagra, Domenico è colpito da un malore, nella loro vita fa irruzione anche Gloria, cardiologa ansiosa e ansiogena, dal passato complicato e con il cuore spezzato, che intreccia fin dall'inizio una tenera amicizia con Ulisse.

## Produzione
Le riprese si sono svolte tra Roma e Parigi dal 13 giugno al 31 agosto 2011.

## Distribuzione
Il film è uscito in sala il 2 marzo 2012, distribuito dalla Filmauro. Ha ottenuto un buon successo al botteghino, come dimostra l'incasso totale, che è stato di circa 9,3 milioni di euro.

## Promozione
Il trailer del film è stato diffuso online il 5 gennaio 2012.

## Riconoscimenti
- 2012 - David di Donatello
  - Candidatura Migliore attrice protagonista a Micaela Ramazzotti
  - Candidatura Miglior attore protagonista a Marco Giallini
  - Candidatura Migliore canzone originale a Gaetano Curreri, Andrea Fornili e Angelica Caronia per Therese.
- 2012 - Nastro d'argento
  - Migliore commedia
  - Migliore attrice protagonista a Micaela Ramazzotti
  - Miglior attore non protagonista a Marco Giallini
  - Candidatura Miglior sceneggiatura a Carlo Verdone, Pasquale Plastino e Maruska Albertazzi
  - Candidatura Migliore canzone originale a Gaetano Curreri, Andrea Fornili e Angelica Caronia per Therese.